# Österreichischer Frauen-Fußballcup 1972/73
Der Österreichische Frauen-Fußballcup wurde in der Saison 1972/73 unter dem Namen Frauen-Fußball-Cup, ausgerichtet vom Wiener Fußball-Verband, zum ersten Mal ausgespielt. Den Pokal gewann der USC Landhaus.

## Teilnehmende Mannschaften
Für den österreichischen Frauen-Fußballcup hätten sich anhand der Teilnahme der Liga der Saison 1972/73 folgende 6(!!) Mannschaften qualifiziert:
| Damenliga Ost (6) |
| --- |
| - SV Antonshof Rannersdorf (NÖ) - Gersthofer SV (W) - Favoritner AC (W) - USC Landhaus (W) - SV Kagran (W) - DFC Ostbahn XI (W) |
| Erläuterungen Länderkürzel: (NÖ): Niederösterreich, (W): Wien                                                                   |

## Turnierverlauf
Es liegen keine Informationen über Ergebnisse der Cuprunden vor dem Finale vor.
Finale

Der Sieger des ersten Pokalbewerbes der Frauen wurde in einem Hin- und Rückspiel ermittelt.
| Datum        |              | Gesamt |           | Hinspiel | Rückspiel |
| ------------ | ------------ | ------ | --------- | -------- | --------- |
| keine Angabe | USC Landhaus | 26:00  | SV Kagran | 16:00    | 10:00     |